# Virus de la leucosis aviar
El virus de la leucosis aviar es un tipo de retrovirus del género alpharetrovirus que únicamente puede causar infección natural en Gallus gallus (gallinas domésticas), aunque experimentalmente se puede infectar a otras especies de aves, o incluso a mamíferos. Existen diferentes formas de la enfermedad virósica, incluyendo linfoblástica, eritroblástica, osteopetrótica.